# Baltic Chain Tour
De Baltic Chain Tour is een meerdaagse interregionale wielerwedstrijd die jaarlijks wordt verreden in de Baltische staten. Hij werd voor het eerst gereden in 1955. In de sovjetperiode ging de wedstrijd niet altijd door. In 1987 werd ze voor het laatst georganiseerd. Enkel in 1980 won er een renner die niet uit een van de Baltische sovjetrepublieken kwam. 
Na meer dan 20 jaar werd de wielerwedstrijd in 2011 door de drie Baltische staten terug van onder het stof gehaald. Ze kreeg meteen haar huidige naam 'Baltic Chain Tour' mee, een verwijzing naar de 'Baltische Weg'. Deze menselijke ketting van 600km lang werd in 1989 gevormd van Tallinn over Riga tot in Vilnius en was een van de belangrijkste symbolen in de onafhankelijkheidsbeweging van de drie Baltische staten.

## Lijst van winnaars

### Overwinningen per land
| Overwinningen | Land                                                                |
| ------------- | ------------------------------------------------------------------- |
| 10            | Estland, Letland                                                    |
| 7             | Litouwen                                                            |
| 1             | Bulgarije, Duitsland, Nederland, Nieuw-Zeeland, Noorwegen, Oekraïne |

2005 · 
2006 · 
2007 · 
2008 · 
2009 · 
2010 · 
2011 · 
2012 · 
2013 · 
2014 · 
2015 · 
2016 · 
2017 ·
2018 ·
2019 ·
2020 ·
2021 ·
2022 ·
2023 ·
2024 ·
2025
Belangrijkste etappewedstrijden

Internationaal Wegcriterium · Driedaagse Brugge-De Panne · Ronde van de Alpen · Vierdaagse van Duinkerke · Ronde van Beieren · Ronde van Noorwegen · Ronde van België · Ronde van Luxemburg · Ronde van Oostenrijk · Ronde van Wallonië · Ronde van Burgos · Ronde van Denemarken · Arctic Race of Norway · Ronde van Groot-Brittannië
Belangrijkste eendaagse wedstrijden

Trofeo Laigueglia · GP Lugano · GP Nobili Rubinetterie · Dwars door Vlaanderen · Scheldeprijs · Brabantse Pijl · GP Kanton Aargau · Brussels Cycling Classic · GP Fourmies · Primus Classic Impanis-Van Petegem · Ronde van de Drie Valleien · Milaan-Turijn · Ronde van Piemonte · Ronde van het Münsterland · Ronde van Emilia · Parijs-Tours · GP Bruno Beghelli